# 금융감독원
금융감독원(金融監督院, Financial Supervisory Service, 약칭: 금감원, FSS)은 대한민국의 금융감독 업무를 담당하기 위해 설립된 대한민국 금융위원회 산하 특수법인이다. 금융기관에 대한 검사·감독 업무 등을 수행해 건전한 신용질서와 공정한 금융거래 관행을 확립하고 예금자 및 투자자 등 금융수요자를 보호함으로써 국민경제의 발전에 기여하기 위하여 설립되었다. 본원은 서울특별시 영등포구 여의대로 38에 위치하고 있고, 부산, 대구, 광주, 대전에 지원을 설치하여 운영하고 있다.

## 설립 근거
- 금융위원회의 설치 등에 관한 법률 제24조[1].

## 설립 경위
금융감독원이 설립되기 이전 대한민국의 금융감독체계는 은행, 증권, 보험 등 금융권역별로 분산되어 있었다. 동일 금융권역 내에서도 해당 감독기관과 재정경제부(구 재무부 또는 재정경제원을 포괄하여 말한다)간에 감독권한이 이원화되어 있었다. 즉, 은행권역의 경우 한국은행 은행감독원과 재정경제부, 증권권역의 경우 증권감독원과 재정경제부, 보험권역의 경우 보험감독원과 재정경제부가 각각 감독권한을 보유하고 있었다. 1970년대 이후에 설립된 비은행 금융회사의 경우에도 재정경제부가 포괄적 감독권을 보유하면서 한국은행 은행감독원 및 신용관리기금에 검사업무를 위임하는 형태를 취하였다.
1980년대 후반 이후 금융회사 업무가 겸업화, 다양화되고, 금융산업의 대외개방, 세계화가 촉진되는 등 금융환경이 크게 바뀌면서 파생금융상품 개발 등을 통한 은행, 증권, 보험 상품의 성격을 내포하는 신종 금융거래가 더욱 확대되었다. 은행, 증권, 보험 등 권역별로 분산되어 있는 다원적인 금융감독체계로는 변화하는 금융환경에 대응하여 효과적으로 감독업무를 수행하는데 한계가 있었다. 이에 따라 1997년 대한민국 대통령 직속의 금융개혁위원회가 설치되었다. 동 위원회는 금융감독체계 개편방향을 다음과 같이 제시하는 최종 보고서를 발표하였다.
- 금융개방화 및 겸업화 추세와 금융 불안정성의 심화에 대비하여 금융감독기구를 통합하여 일원화
- 거시경제정책 및 통화신용정책으로부터 독립된 자율적인 금융감독기구 설립
- 관련 기관간 적절한 책임을 부여하고 상호협력 강화

대한민국 정부는 금융개혁위원회의 보고서를 근간으로 금융개혁법안을 1997년 8월 마련하였다. 이후 IMF의 통합금융감독기구 설치 권고안을 받아들여 1997년 12월 29일 관련 법률안이 국회를 통과하였다. 1998년 4월 1일 금융감독원의 의사결정기구인 금융감독위원회가 발족하게 되면서 은행감독원, 증권감독원, 보험감독원 및 신용관리기금 등 4개 감독기관의 통합이 본격화되었다. 4개 감독기관 임직원으로 구성된 금융감독원설립위원회를 설치하여 각 금융권역별 특성을 살리면서 겸업화 추세에 유연하게 대응할 수 있는 조직형태 구성을 목표로 조직설립에 박차를 가한 결과 1999년 1월 2일 마침내 금융감독원이 설립되었다.

## 운영 및 조직

### 임원
| 직위         | 성명   | 담 당             |
| ------------ | ------ | ----------------- |
| 원장         | 이찬진 |                   |
| 감사         | 이현   |                   |
| 수석부원장   | 이세훈 | 기획·보험         |
| 부원장보     | 황선오 | 기획·전략         |
| 부원장보     | 이종오 | 디지털·IT         |
| 부원장보     | 김범준 | 보험              |
| 부원장       | 김병칠 | 은행·중소서민금융 |
| 부원장보     | 박충현 | 은행              |
| 부원장보     | 한구   | 중소금융          |
| 부원장       | 함용일 | 자본시장·회계     |
| 부원장보     | 서재완 | 금융투자          |
| 부원장보     | 이승우 | 공시조사          |
| 처장(부원장) | 김미영 | 금융소비자보호처  |
| 부원장보     | 박지선 | 소비자보호        |
| 부원장보     | 김성욱 | 민생금융          |

(2025년 8월 14일 기준)

### 조직 체계
금융감독원의 서울특별시 본원은 44개국, 18실로 구성되어 있다. 부산, 대구, 광주, 대전, 인천, 제주, 전주, 춘천, 충주, 강릉, 창원에 지원이 설치되어 있고, 뉴욕, 워싱턴 D.C., 런던, 프랑크푸르트, 도쿄, 하노이, 북경에 해외사무소를 두고 있다. 또한, 금융소비자 보호를 위하여 원장 직속으로 '금융소비자보호처' (금소처)가 설치되어 있다.(2019년 12월 1일 기준)

### 조직도

#### 금융감독원장
| - 감사 - 감사실 - 감찰실 - 금융소비자보호처장 - 소비자보호총괄국 - 금융민원실 - 금융교육국 - 분쟁조정국 - 금융민원조정실 | - 수석부원장 (총괄·경영) - 부원장보 (기획·경영) - 거시감독국 - 국제협력국 - 제재심의실 - 금융서비스개선국 - IT감독국 - 금융중심지지원센터 - 부원장보 (전략감독) - 기획조정국 - 법무실 - 총무국 - 인적자원개발실 - 인재교육원 - 정보화전략실 - 비서실 - 안전계획실 - 공보실 - 감독총괄국 - 부원장보 (보험) - 보험감독국 - 보험상품감독국 - 보험조사국 - 생명보험검사국 - 보험영업검사실 - 손해보험검사국 | - 부원장 (은행·중소서민) - - 기업금융개선국 (선임국장) - 중소기업지원실 - 서민금융지원국 (선임국장) - 대부업검사실 - - 부원장보 (은행·중소서민 감독) - 은행감독국 - 외환감독국 - 저축은행감독국 - 상호여전감독국 - 부원장보 (은행·중소서민 검사) - 일반은행검사국 - 특수은행검사국 - 저축은행검사국 - 상호금융검사국 - 여신전문검사실 | - 부원장 (금융투자·시장) - 부원장보 (금융투자감독·공시) - 금융투자감독국 - 자산운용감독실 - 복합금융감독국 - 기업공시국 - 기업공시제도실 - 부원장보 (금융투자검사·조사) - 금융투자검사국 - 자산운용검사국 - 자본시장조사1국 - 자본시장조사2국 - 특별조사국 - 전문심의위원 (회계) - 회계감독1국 - 회계제도실 - 회계감독2국 |  |

## 지원

### 금융감독원 지원 업무안내
금융감독원에는 부산울산, 대구경북, 광주전남, 대전충남, 인천, 경남, 제주, 전북, 강원, 충북, 강릉지원이 설치·운영되고 있다. 금융감독원의 각 지원에서는 금융기관의 건전성을 확보하기 위하여 지역소재 금융기관에 대한 검사를 실시하고 또한 지역소재 금융소비자를 보호하기 위하여 은행, 증권, 보험 등 금융분야 전문상담요원을 배치, 금융기관 이용과정에서 발생하는 피해 또는 불만사항에 대한 전화 또는 내방상담을 실시하고 있다.
- 관할지역 소재 금융기관 및 점포에 대한 검사
- 관할지역내 금융기관에 대한 현안사항 점검 및 조치
- 민원의 접수, 처리
- 은행, 증권, 보험 등 금융관련 질의응답 및 상담
- 공인회계사, 손해사정인 등 자격시험 응시원서 접수

### 지원 관할지역
- 부산울산지원: 부산광역시, 울산광역시
- 대구경북지원: 대구광역시, 경상북도
- 광주전남지원: 광주광역시, 전라남도
- 대전충남지원: 대전광역시, 세종특별자치시, 충청남도
- 인천지원: 인천광역시
- 경남지원: 경상남도
- 제주지원: 제주특별자치도
- 전북지원: 전라북도
- 강원지원: 강원특별자치도(강릉지원 관할지역 제외)
- 충북지원: 충청북도
- 강릉지원: 강원특별자치도 강릉시, 동해시, 삼척시, 태백시, 속초시, 정선군, 평창군, 양양군, 고성군

| 지원     | 주소 및 대표전화                                                                                            |
| -------- | --- |
| 부산울산 | 부산광역시 연제구 중앙대로 1000 국민연금부산회관 12층 대표전화: (051) 606-1701 / FAX: (051) 606-1755        |
| 대구경북 | 대구광역시 수성구 달구벌대로 2424 (삼성증권빌딩 7F, 8F) 대표전화: (053) 760-4000 / FAX: (053) 764-8367      |
| 광주전남 | 광주광역시 동구 제봉로 225 (광주은행 본점 10층) 대표전화: (062) 606-1600 / FAX: (062) 606-1630, 1632        |
| 대전충남 | 대전광역시 서구 한밭대로 797 (캐피탈타워 15층) 대표전화: (042) 479-5151~4 / FAX: (042) 479-5130-1           |
| 인천     | 인천광역시 남동구 인주대로 585 (한국씨티은행빌딩 19층) 대표전화: (032) 715-4890 / FAX: (032) 715-4810       |
| 경남     | 경상남도 창원시 성산구 중앙대로 110 (현대증권빌딩 4층) 대표전화: (055) 716-2330 / FAX (055) 287-2340        |
| 제주     | 제주특별자치도 제주시 은남길 8 (삼성화재빌딩 10층) 대표전화: (064) 746-4200 / FAX (064) 749-4700            |
| 전북     | 전라북도 전주시 완산구 서원로 77 (전북지방중소벤처기업청 4층) 대표전화: (063) 250-5000 / FAX (063) 250-5050 |
| 강원     | 강원특별자치도 춘천시 금강로 81 (신한은행 강원본부 5층) 대표전화: (033) 250-2800 / FAX (033) 257-7722       |
| 충북     | 충청북도 충주시 번영대로 242, 충북원예농협 경제사업장 2층 대표전화: (043) 857-9104 / FAX (043) 857-9105     |
| 강릉     | 강원특별자치도 강릉시 율곡로 2806 한화생명 5층 대표전화: (033) 642-1902 / FAX (033) 642-1332                |

## 심의 및 자문기구

### 금융분쟁조정위원회
금융분쟁조정위원회는 〈금융위원회의설치등에관한법률〉 제51조에 의해 금융기관 이용자 간의 금융분쟁을 신속하고 공정하게 해결하기 위하여 대한민국의 금융감독원에 설치된 준사법기구이다. 금융분쟁조정위원회는 금융기관 이용자 또는 기타 이해관계인이 금융기관과 관련하여 분쟁 조정을 신청할 경우, 관계 사안에 따라 당사자간 합의를 권고하거나, 사실 확인 등을 거쳐 분쟁조정에 관한 사항을 심의․의결한다. 금융분쟁조정위원회는 위원장 1인을 포함한 30인 이내의 위원으로 구성되며 위원장은 금융감독원 부원장으로 하고 위원은 금융감독원 부원장보와 법조계, 소비자단체, 금융계, 학계 등 분야별 전문가를 위촉하여 구성한다. 금융분쟁조정위원회는 소송외 분쟁해결기구로서 자율적 분쟁조정 기능을 수행하지만 위원회의 조정안을 양 당사자가 수락한 경우에는 당해 조정안은 재판상 화해와 동일한 효력을 갖게 된다는 점에서 준사법적 기능을 수행한다고 할 수 있다.("금융위원회의 설치 등에 관한 법률" 제5절 금융분쟁의 조정)

### 제재심의위원회
제재심의위원회는 〈금융기관검사및제재에관한규정〉에 근거한 제재 심의에 관한 금융감독원장의 자문 역할을 수행하는 기구이다. 제재심의위원회는 금융기관 또는 그 임직원에 대해 금융위원회 또는 금융감독원장이 조치하는 영업상, 신분상, 금전적 제재를 심의하는 역할을 수행토록 하여 제재 처분의 공정성과 형평성을 도모하기 위하여 운영하고 있다. 제재심의위원회는 제재심의담당 부원장, 금융감독원 법률자문관 등 내부위원 2인과 금융위원회 당해 부의안건관련 담당국장, 금융 관련 법령에 전문지식이 있거나 금융에 관한 학식과 경험이 있는 변호사, 교수, 금융전문가 등 중에서 금융감독원장이 위촉하는 6인의 외부위원 등 총 9인으로 구성한다. 제재심의위원회 회의는 재적위원 과반수의 출석으로 성립하고 출석위원 과반수의 찬성으로 의결한다.

## 세부업무[8]
- 금융기관 감독: 은행, 비은행, 증권, 보험, 카드, 금융지주회사 등 금융회사에 대한 설립 및 상품 등 각종 인허가 관련 업무, 리스크 감독, 경영건전성 및 영업활동에 대한 감독
- 금융기관 검사: 금융회사의 영업활동, 재무상태 및 리스크관리능력 등 분석•평가, 관계법규 등을 준수했는지 여부 확인
- 자본시장 감독: 유가증권 발행시장과 유통시장의 건전한 운영을 위한 공시제도 운영 및 불공정 거래행위 방지를 위한 조사
- 회계감독: 국제적 수준의 투명한 기업회계기준 등 회계제도를 정비하고, 외부감사제도의 공정한 운용을 위한 회계감리 실시
- 금융소비자 보호: 금융소비자 불편사항에 대한 민원상담 및 처리, 분쟁조정 등을 통한 금융소비자의 권익보호, 금융소비자의 역량강화를 위한 금융교육 실시

## 관계[9]

### 금융위원회와의 관계
금융위원회는 금융에 관한 정책과 제도, 금융회사 감독 및 검사와 제재, 금융회사의 인허가 등 금융감독과 관련된 주요 사항을 심의 및 의결하는 대한민국 국무총리실 소속 중앙행정기관으로서, 대한민국 법령이 정하는 바에 따라 금융감독원의 업무를 지도 및 감독할 수 있다. 금융감독원은 고유업무인 금융기관에 대한 검사 및 제재 외에 금융위원회와 소속기관인 증권선물위원회에 대한 업무를 지원하는 업무를 수행한다.
2008년 2월 이전까지는 금융감독위원회 위원장이 금융감독원장을 겸하도록 대한민국 법에서 규정함에 따라 금융감독원이 금융감독위원회의 업무를 직접적으로 보좌해 왔다. 2008년 2월, 대한민국의 법개정에 따라 금융위원회의 금융정책기능과 금융감독원의 감독집행기능을 명확히 구분하고 상호견제와 균형을 확보한다는 차원에서 금융위원회 위원장과 금융감독원장을 분리하여 임명토록 하였다. 그리고 금융감독원장은 금융위원회 당연직 위원으로서 금융위원회 위원장에게 금융감독원 업무의 범위안에서 필요한 안건의 사정을 요청할 수 있도록 하였다. (국회 〈법률지식정보시스템〉"국회 재정경제위원회 심사보고서" 참조)

### 한국은행과의 관계
한국은행은 금융통화위원회가 통화신용정책의 수행을 위하여 필요하다고 인정하는 경우에는 금융감독원에 대하여 은행 등 금융회사에 대한 검사를 요구하거나, 한국은행 직원이 금융감독원의 금융회사 검사에 공동으로 참여할 수 있도록 요구할 수 있다. 또한 금융감독원에 대하여 검사결과의 송부를 요청하거나 검사결과에 대하여 필요한 시정조치를 요구할 수 있으며, 금융위원회가 통화신용정책과 직접 관련되는 조치를 하는 경우 이러한 조치에 대해 이의가 있을 때에는 재의를 요구할 수 있다. 한편, 금융감독원, 한국은행, 기획재정부, 금융위원회 및 예금보험공사 등 6개 기관 간의 ‘정보 공유 및 공동검사 양해각서’(2009년 9월)에 의해 금융감독원과 한국은행 간의 정보공유 범위를 확대하였을 뿐만 아니라 긴급한 경우 지체없이 공동 검사를 수행토록 하는 등 협력을 강화하였다.

### 예금보험공사의 관계
예금보험공사는 업무수행을 위하여 필요하다고 인정하는 경우 금융감독원에 대하여 부보 금융회사에 대한 검사를 요청하거나, 예금보험공사 소속직원이 검사에 공동으로 참여할 수 있도록 요청할 수 있다.

### 한국자산관리공사와의 관계
금융기관부실자산 등의 효율적 처리 및 한국자산관리공사의 설립에 관한 법률 제47조(감독)에 의해 금융위원회는 한국자산관리공사의 업무를 감독하며 그 감독상 필요한 명령을 할 수 있고, 금융감독원장은 금융위원회의 지시에 따라 한국자산관리공사의 업무, 회계 및 재산에 대해 검사할 수 있다.

### 금융위기 극복을 위한 조치

#### 외환시장 안정화 조치
2008년 10월 정부는 대한민국 외에서 외화차입에 어려움을 겪고 있는 대한민국 내 금융회사의 외화유동성 지원을 위해 은행 대외채무에 대한 지급보증 계획을 마련하였고, 이후 2008년 11월 14일 금융감독원은 18개 대한민국의 은행과 외화지급보증에 따른 양해각서(MOU)를 체결하였다. 대한민국 정부가 은행의 대외채무 지급을 보증하고 이에 대해 은행은 외화유동성 확보노력, 실물경제에 대한 원활한 유동성 공급지원, 경영합리화 및 자본확충 계획 등을 내용으로 하고 있다. 이후 지급보증은 2009년 12월 31일까지 연장되었고, 이러한 노력에 대한 결과로 2009년 상반기 중 국내은행의 중장기(1년초과) 차입실적은 140.2억달러로 ’08년 하반기(48.5억달러) 대비 91.7억달러 증가하였다.

#### 은행자본 확충
경기침체 심화로 인한 차주의 채무상환 능력 악화 및 기업구조조정 추진에 따른 부실여신 증가 등으로 BIS비율의 추가 하락이 예상됨에 따라 금융감독원은 국내은행을 대상으로 증자 및 내부유보 확대 등을 통해 은행 스스로 자기자본을 확충하도록 권고하였다. BIS비율 위주의 목표 수준을 제시하게 되면 은행들이 동 목표 수준을 유지하기 위하여 자기자본의 증대보다는 대출을 감축하게 되는 디레버리징(deleveraging)을 우선 선택함으로써 신용경색의 악화와 실물경제의 위축을 가중시킬 수 있다는 점을 고려하여 은행별로 필요한 자기자본 확충 규모를 제시하였다. 국내은행은 적극적인 자기자본 확충에 나서 2008년 10월에서 12월까지 총 16.2조원의 자본을 확충하였고 이러한 자본확충 노력으로 2008년말 국내은행의 BIS비율은 12.3%로 금융위기 이전 수준을 회복하였다. 자본확충 세부내역을 살펴보면 증자 5.9조원, 신종자본증권 발행 0.3조원, 후순위채권발행 8.9조원, 자사주매각 1.1조원 등이다.

#### 은행권 부실채권 정리
금융위기에 따른 경기하락, 2008년 하반기 이후 지속적으로 추진되었던 기업구조조정 등의 영향으로 2008년 하반기부터 은행의 부실채권 비율이 급등하여 2008년 6월말 0.70%에서 2009년 6월말 1.51%로 0.81%p 상승하였다. 이에 따라, 금융감독원은 대한민국 내 은행에 대해 2009년 말까지 부실채권비율을 원칙적으로 1% 수준으로 감축하도록 지도하였고, 금융감독원은 은행별로 목표비율을 협의하여 확정하였다.

#### 원화 유동성비율 제도 개선
금융위기 직후 채권시장의 신용경색 현상이 심화되고 있는 상황에서 잔존만기 1개월 기준으로는 유동성에 큰 문제가 없음에도 불구하고 3개월 기준 유동성비율 규제를 준수하기 위하여 CD 및 은행채의 발행수요가 증가하게 되어 은행채 수익률 스프레드의 상승과 CD 등 여타 금리의 동반 상승이 야기되는 등 금융시장 전반에 부정적인 영향이 나타나게 되었다. 이에 따라, 2008년 10월 금융감독원은 원화유동성 비율의 잔존만기를 3개월에서 1개월 이내의 유동성 자산 및 부채를 기준으로 산출하도록 관련 규정을 개편하였다.

#### BCBS(Basel Commiittee on Banking Supervision)정례회의 유치 등 국제협력
금융위기를 겪으면서 각국의 감독당국은 기존의 바젤Ⅱ 자본규제가 미시건전성 규제에 편중되어 있어 시스템리스크의 확산과 금융위기 재발을 막는데 한계가 있었다는 인식을 공유하게 되었다. 이에 금융감독원은 BCBS(Basel Committee on Banking Supervision), FSB(Financial Stability Board) 등과 같은 국제기구 주도하에 진행되고 있는 금융위기 극복을 위한 정책 공조나 글로벌 금융감독 제도 개편 논의에 적극적으로 참여하였다.
금융감독원은 2009년 3월 BCBS에 정식회원으로 가입 한 이후 14개의 실무그룹, 2개의 정책그룹(PDG, Policy Development Group) 및 바젤위원회 회의(level 1), 최고위급 회의(GHOS, Group of Governors and Heads of Supervision)에 참여하고 있다. 2010년에는 두 차례 BCBS의 회의가 서울에서 개최(2010.6.16일～17일 PDG(Policy Development Group), 2010.10.19일)되었는데, 금융감독원은 G20 서울 정상회의에서 핵심 규제사항에 대한 국제적 합의가 원활하게 도출될 수 있도록 적극적인 중재역할을 수행하였다. 이와 관련, 금융감독원이 제시한 의견이 BCBS의 회원국 지지를 얻어 2010년 11월 G20정상회의에서 “자본 및 유동성 규제방안”이 승인되자, 종전의 국제기준 추종자(rule follower) 위치에서 나아가 국제기준 제정자(rule setter)로서 한국 금융감독원의 국제적 위상이 높아진 것으로 평가되었다. 이후 BCBS는 2010년 12월 “자본 및 유동성 규제방안”에 대한 기준서(Rules text)를 발표하였다.

### 기업 구조조정
2008년 9월 리먼브라더스 파산 이후 신용경색이 심화되고 경기침체가 현실화됨에 따라 경기민감 업종인 건설·조선·해운업체 등에 대한 구조조정의 필요성이 대두되었다. 이에 따라 금융감독원은 2008년 11월 기업의 금융애로 해소 및 재무개선 등을 지원하기 위해 금융위원회와 합동으로 기업재무개선지원단을 설치하고 그해 12월 구조조정 추진방향 및 추진체계를 발표하였다. 기업구조조정의 핵심 원칙은 채권금융기관이 자율적으로 기업구조조정을 추진하고 기업재무개선지원단, 채권금융기관, 채권금융기관 조정위원회, 대한민국 정부는 각각 필요한 역할을 분담하기로 한 점이다. 2010년에는 효율적인 상시 구조조정 추진을 위한 신용위험평가 기준을 마련하였으며, 동 기준에 의해 연 1회 정기평가 및 분기별 수시평가를 실시하고 있다. 2010년 중 구조조정 대상으로 선정된 업체수는 279개사이며 이 중 102개사에대하여 워크아웃을 통한 경영정상화를 추진하였다.

## 서민금융 지원

### "서민금융119" 포털사이트
글로벌 금융위기 영향 등으로 서민들의 금융애로가 증가함에 따라 2009년 3월 금융감독원은 서민들에게 필요한 대출안내 등 금융관련 정보를 종합적으로 제공하기 위하여 서민전용 금융포털사이트인 서민금융 119서비스(s119.fss.or.kr)를 개설하였다. 동 포탈사이트(서민금융119서비스)에서는 서민들의 금융생활에 직결된 대출안내, 무료신용 조회, 전화금융 사기 대응요령, 제도권 금융회사 조회, 금융지식 제공, 신용회복 및 자활지원제도, 불법금융행위 제보 등의 서비스를 제공하고 있고, 370여개 개관의 홈페이지와 연결되어 있다.

### "맞춤형 서민금융상담" 실시
금융감독원은 2009년 11월 4개 유관기관과 합동으로 "맞춤형 서민금융상담" 행사를 개최하였다. 이후 2011년 4월에는 금융감독원과 10개 기관(한국자산관리공사, 한국대부금융협회, 신용회복위원회 등)과 업무협약(MOU)을 체결하고 매월 정례적으로 행사를 개최하고 있다. 
 동 행사는 크게 강영과 상담으로 진행되는데 강연 내용은 저소득 가계의 신용관리방법, 가계의 합리적인 경제생활, 재테크 방법 등에 관한 내용이며 참석자들은 강연장 밖에 마련된 상담 부스에서 서민금융 유관기관의 전문상담원들과 1:1로 개별 상담을 받는다. 주요 상담 내용은 사금융피해(불법이자율 채무조정), 햇살론, 새희망홀씨대출, 미소금융, 바꿔드림론(20% 이상의 고금리 채무를 저금리 채무로 전환), 개인 워크아웃, 노후설계(재무상담), 본인에게 적합한 대출상품 안내, 전월세 자금대출, 개인회생 및 파산제도 상담 등이다. 행사 참가신청은 금융감독원 홈페이지(www.fss.or.kr), 서민금융119 사이트 또는 한국이지론 사이트(www.egloan.co.kr)를 통해 접수가 가능하다.

## 역대 원장
| 대수 | 성명           | 재임기간                 | 출신지                     | 출신학교 | 비고                                                              |
| ---- | -------------- | ------------------------ | -------------------------- | -------- | ----------------------------------------------------------------- |
| 1    | 이헌재(李憲宰) | 1999년 1월 ~ 2000년 1월  | 중국 상하이                | 서울대   | 재정경제부 장관                                                   |
| 2    | 이용근(李容根) | 2000년 1월 ~ 2000년 8월  | 전남 보성                  | 고려대   |                                                                   |
| 3    | 이근영(李瑾榮) | 2000년 8월 ~ 2003년 3월  | 충남 보령                  | 고려대   | 한국산업은행 총재                                                 |
| 4    | 이정재(李晶載) | 2003년 3월 ~ 2004년 8월  | 경북 영주                  | 서울대   | 재정경제부 차관                                                   |
| 5    | 윤증현(尹增鉉) | 2004년 8월 ~ 2007년 8월  | 경남 마산 (현 경남 창원)   | 서울대   | 기획재정부 장관                                                   |
| 6    | 김용덕(金容德) | 2007년 8월 ~ 2008년 3월  | 전북 정읍                  | 고려대   | 관세청장, 재경부국제담당차관보, 대통령경제보좌관                  |
| 7    | 김종창(金鍾昶) | 2008년 3월 ~ 2011년 3월  | 경북 예천                  | 서울대   | 중소기업은행장                                                    |
| 8    | 권혁세(權赫世) | 2011년 3월 ~ 2013년 3월  | 경북 대구 (현 경북과 분리) | 서울대   | 금융위원회 부위원장                                               |
| 9    | 최수현(崔守鉉) | 2013년 3월 ~ 2014년 11월 | 충남 예산                  | 서울대   | 금융정보분석원장                                                  |
| 10   | 진웅섭(陳雄燮) | 2014년 11월 ~ 2017년 9월 | 서울                       | 건국대   | 한국정책금융공사 사장                                             |
| 11   | 최흥식(崔興植) | 2017년 9월 ~ 2018년 3월  | 서울                       | 연세대   | 서울시립교향악단 대표이사                                         |
| 12   | 김기식(金起式) | 2018년 4월               | 서울                       | 서울대   | 참여연대 사무처장, 19대 국회의원. 역대 최단기 원장                |
| 13   | 윤석헌(尹碩憲) | 2018년 5월 ~ 2021년 5월  | 서울                       | 서울대   | 서울대학교 객원교수, 금융위원회 금융발전심의회 위원장             |
| 14   | 정은보(鄭恩甫) | 2021년 8월 ~ 2022년 6월  | 경북 청송                  | 서울대   | 금융위원회 부위원장(차관급), 한미 방위비분담 협상대사(외교부)     |
| 15   | 이복현(李卜鉉) | 2022년 6월 ~ 2025년 6월  | 서울                       | 서울대   | 서울북부지방검찰청 형사2부장, 대전지방검찰청 형사3부장            |
| 16   | 이찬진(李粲珍) | 2025년 8월 ~             | 서울                       | 서울대   | 민주사회를 위한 변호사모임 부회장, 참여연대 사회복지위원회 위원장 |

※6대 원장까지는 금융감독위원회위원장(장관급)을 겸임하였으나 7대 원장부터는 민간 위원장이다.

## 같이 보기
- 금융중심지지원센터
- 기획재정부
- 한국은행
- 금융위원회
- 모피아
- 전자공시시스템 (DART)
- 금융결제원 (KFTC)
- 금융보안원(FSI)